# Empora

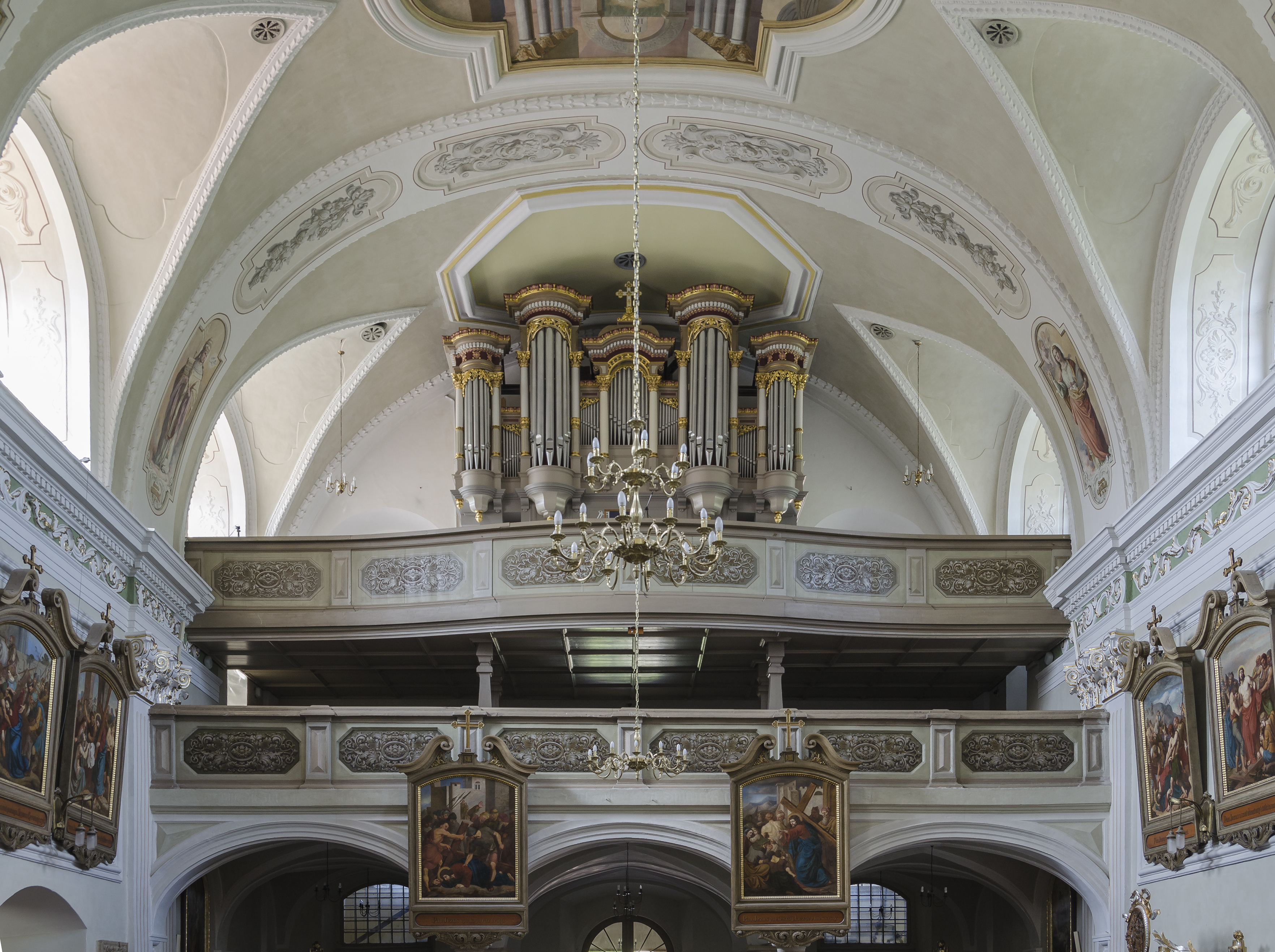
Empora w kościele Narodzenia NMP w Lądku-Zdroju

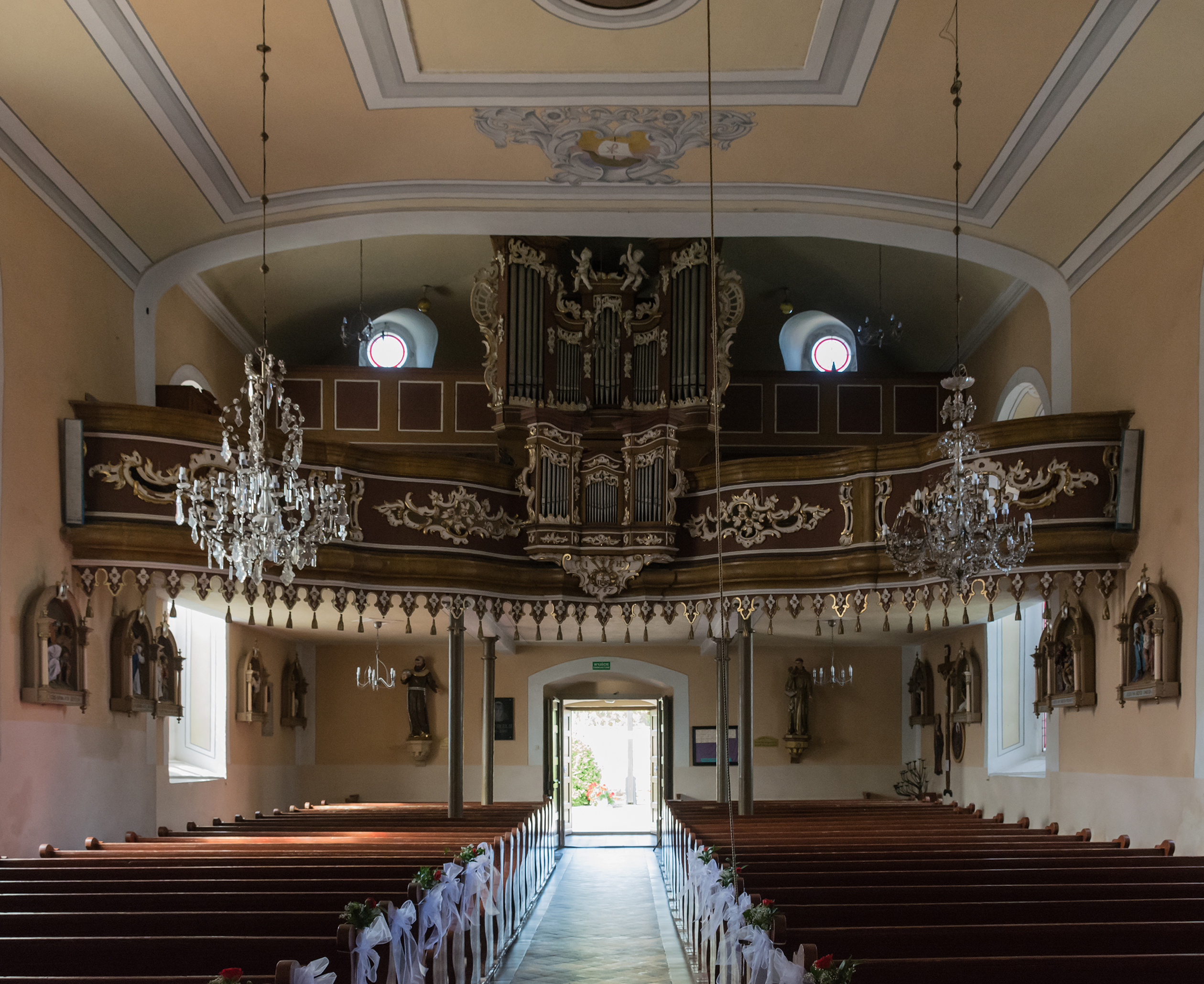
Empora w kościele w Ścinawce Średniej

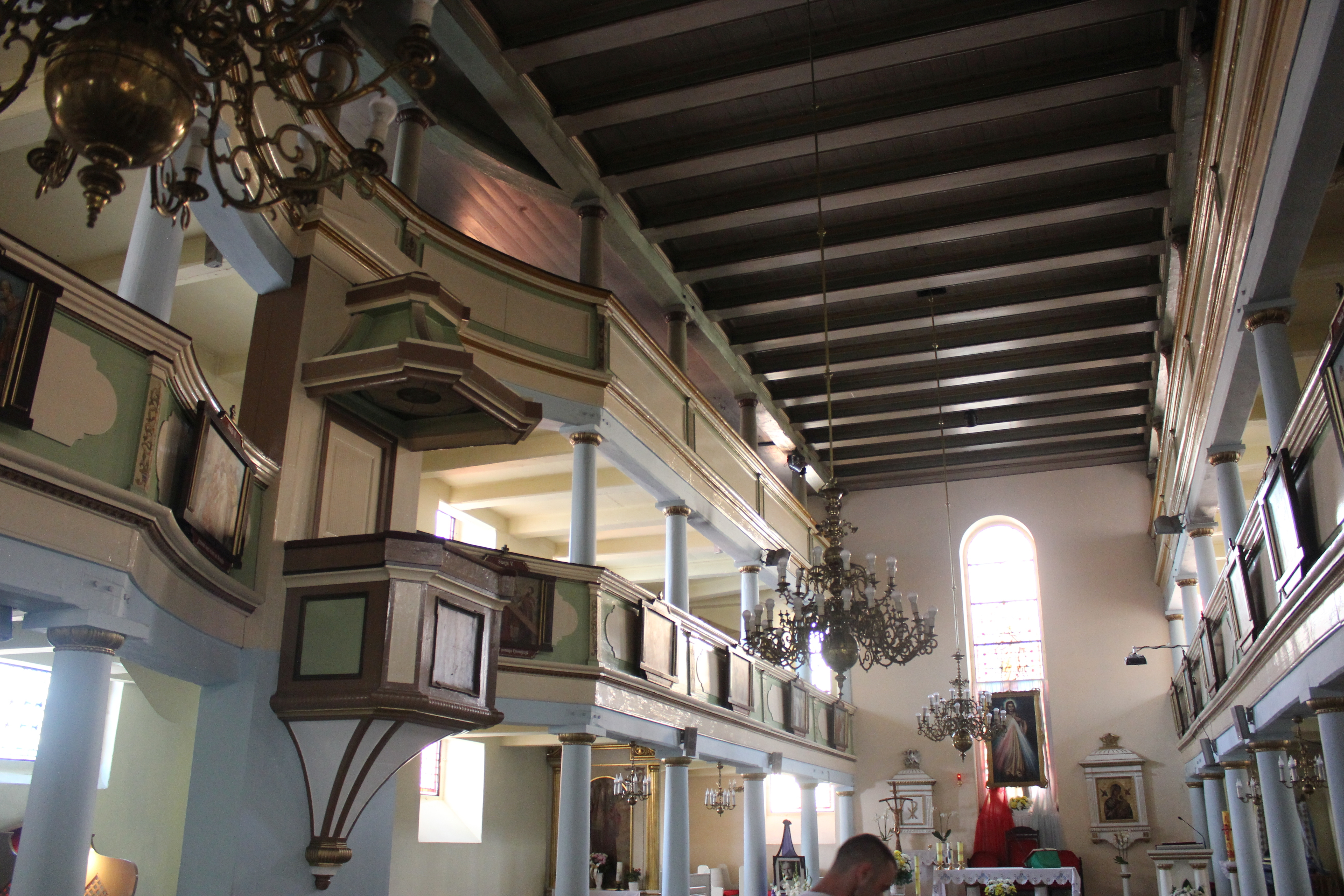
Kościół św. Katarzyny w Starogardzie Gdańskim – empory widoczne po bokach fotografii

Empora (niem. Empore), chór muzyczny – element architektoniczny występujący najczęściej w kościele w postaci odrębnej kondygnacji o charakterze antresoli, zazwyczaj usytuowanej nad kruchtą lub nadwieszonej nad głównym wejściem do świątyni.
Empora jest galerią wspartą na kolumnach lub filarach, otwartą do wnętrza kościoła. Umieszczona nad nawami bocznymi tworzy najczęściej osobne pomieszczenie dla zakonników. Empory przy prezbiterium pełniły funkcję skarbca, kaplicy  lub loży władców. Umieszczona nad kruchtą lub pomiędzy nawą a prezbiterium – przeznaczona na ogół dla śpiewaków i instrumentów muzycznych (najczęściej są to organy). Empora może okalać też cały kościół. Przestrzeń pod emporą nazywa się podchórzem.
Empora wywodzi się prawdopodobnie z Bliskiego Wschodu, jest charakterystyczna dla sztuki wczesnego średniowiecza; często występuje w baroku. Jest typowym elementem kościołów ewangelickich od XVII w.
W budownictwie świeckim budowano empory w salach zamkowych dla chóru i kapeli.
Rozróżnia się empory:
- emporę właściwą – rozbudowane piętro;
- emporę pozorną – otwór przebity na poddasze;
- pseudoemporę – tylko otwór w ścianie, markujący emporę, lecz nieprowadzący do żadnego pomieszczenia.